# Andréi Konchalovski
Andréi Serguéyevich Mijalkov-Konchalovski (en ruso: Андре́й Серге́евич Михалко́в-Кончало́вский; Moscú, Unión Soviética; 20 de agosto de 1937) es un director de cine ruso.

## Biografía
Andréi Konchalovski es parte de la familia aristocrática Mijalkov, reconocida por sus raíces artísticas y aristocráticas. Cambió su nombre por Andréi y tomó el apellido de su abuelo materno, Piotr Konchalovski, como pseudónimo. Es hermano de Nikita Mijalkov e hijo de Serguéi Mijalkov.
Estudió durante diez años en el Conservatorio de Moscú, preparándose para ser pianista. Sin embargo, en 1960, conoció a Andréi Tarkovski con el que coescribió el guion de su película Andréi Rubliov (1966).
Su debut como director, El primer maestro, fue recibida favorablemente en la Unión Soviética y participó en varios festivales internacionales de cine. Su segunda película, Istoriya Asi Klyáchkinoy, kotóraya lyubila, da ne vyshla zámuzh fue censurada por las autoridades soviéticas. Cuando fue estrenada, 20 años más tarde, fue aclamada como su obra maestra. Posteriormente, Konchalovski dirigió adaptaciones de Nido de hidalgos de Iván Turguénev y de Tío Vania de Antón Chéjov. Ambas películas fueron protagonizadas por Innokenti Smoktunovski. Su película épica Siberiade fue recibida positivamente en el Festival Internacional de Cine de Cannes e hizo posible que se pudiera mudar a los Estados Unidos en 1980.
Sus producciones de Hollywood más populares son Runaway Train, basada en un guion original de Akira Kurosawa, y Tango y Cash, protagonizada por Sylvester Stallone y Kurt Russell. Durante los años 1990, Konchalovski regresó a Rusia, aunque ocasionalmente produjo filmes históricos para la televisión estadounidense, entre los que se encuentra la miniserie The Odyssey y el telefilme The Lion in Winter. 
Su película de 2003 Dom durakov, ambientada en un asilo psiquiátrico de Chechenia, le valió un León de Plata en el Festival Internacional de Cine de Venecia. En 2020 dirigió ¡Queridos camaradas!, basada en la masacre de Novocherkask, que obtuvo el Premio Especial del Jurado en el Festival de Venecia.

### Vida personal
Konchalovski se ha casado en múltiples ocasiones. Su primera esposa fue la actriz kazaka Natalia Arinbasárova, con quien tuvo dos hijos: Yegor y Stepán. Su segunda esposa fue Irina Kandat. La tercera fue Viviane Godet, con quien tuvo una hija: Alexandra Mijalkova.
Su esposa actual es la actriz rusa Yuliya Vysótskaya.

## Filmografía

### Como guionista
- ¡Queridos camaradas! (2020)
- El Pecado (2019)
- Paraíso (2016)
- El cartero de las noches blancas (2014)
- The Nutcracker in 3D (2010)
- Moroz po kozhe (2007)
- Dom durakov (2002)
- Kúrochka Ryaba (1994)
- The Inner Circle (1991)
- Tango & Cash (1989)
- Vidas distantes (1987)
- Duet for One (1986)
- Maria's Lovers (1984)
- Siberiada (1979)
- Krov i pot (1978)
- Transsibirskiy ekspréss (1977)
- Rabá lyubví (1976)
- Lyutyy (1974)
- Necháyannye rádosti (1972)
- Sedmaya pulya (1972)
- Zhdiom tebyá, paren... (1972)
- Tío Vanya (1970)
- Konéts atamana (1970)
- Andréi Rubliov (1969)
- Dvoryánskoe gnezdó (1969)
- Pesn o Manshuk (1969)
- Tashkent - górod jlebny (1968)
- El primer maestro (1966)
- La infancia de Iván (1962)
- Katok i skripka (1961)

### Como director
- ¡Queridos camaradas! (2020)
- El Pecado (2019)
- Paraíso (2016)
- El cartero de las noches blancas (2014)
- The Nutcracker in 3D (2010)
- Glyanets (2007)
- The Lion in Winter (2003, telefilme)
- Dom durakov (2002)
- La Odisea (1997)
- Lumière y compañía (1995)
- Kúrochka Ryaba (1994)
- The Inner Circle (1991)
- Tango y Cash (1989)
- Homer and Eddie (1989)
- Vidas distantes (1987)
- Duet for One (1986)
- Runaway Train (1985)
- Maria's Lovers (1984)
- Split Cherry Tree (1982)
- Siberiada (1979)
- Románs o vlyublyónnyj (1974)
- Dyadya Vanya (1970)
- Dvoryánskoe gnezdó (1969)
- Istóriya Asi Klyáchkinoy, kotóraya lyubila, da ne vyshla zámuzh (1966)
- El primer maestro (1965)
- Málchik i gólub (1961)

### Como actor
- La infancia de Iván (Ivánovo detstvo, 1962)
- Tengo veinte años (Mne dvádtsat let, 1964)

### Como compositor
- Maria's Lovers (1984)

## Premios y reconocimientos
Festival de Cannes
| Año  | Categoría              | Película  | Resultado |
| ---- | ---------------------- | --------- | --------- |
| 1979 | Gran Premio del Jurado | Siberiade | Ganador   |

Festival Internacional de Cine de Venecia
| Año  | Categoría                  | Película                         | Resultado |
| ---- | -------------------------- | -------------------------------- | --------- |
| 2002 | Premio especial del Jurado | La casa de los engaños           | Ganador   |
| 2002 | Premio UNICEF              | La casa de los engaños           | Ganador   |
| 2004 | Premio UNICEF              | Dom durakov                      | Ganador   |
| 2014 | León de plata              | El cartero de las noches blancas | Ganador   |
| 2014 | Premio Green Drop          | El cartero de las noches blancas | Ganador   |
| 2016 | León de plata              | Paradise                         | Ganador   |
| 2020 | Premio especial del Jurado | Queridos camaradas               | Ganador   |

Festival Internacional de Cine de San Sebastián
| Año  | Categoría                            | Película        | Resultado |
| ---- | ------------------------------------ | --------------- | --------- |
| 1971 | Concha de Plata a la mejor dirección | Tío Vania       | Ganador   |
| 1989 | Mejor Película, Concha de Oro        | Homer and Eddie | Ganador   |